# Garage Liberty

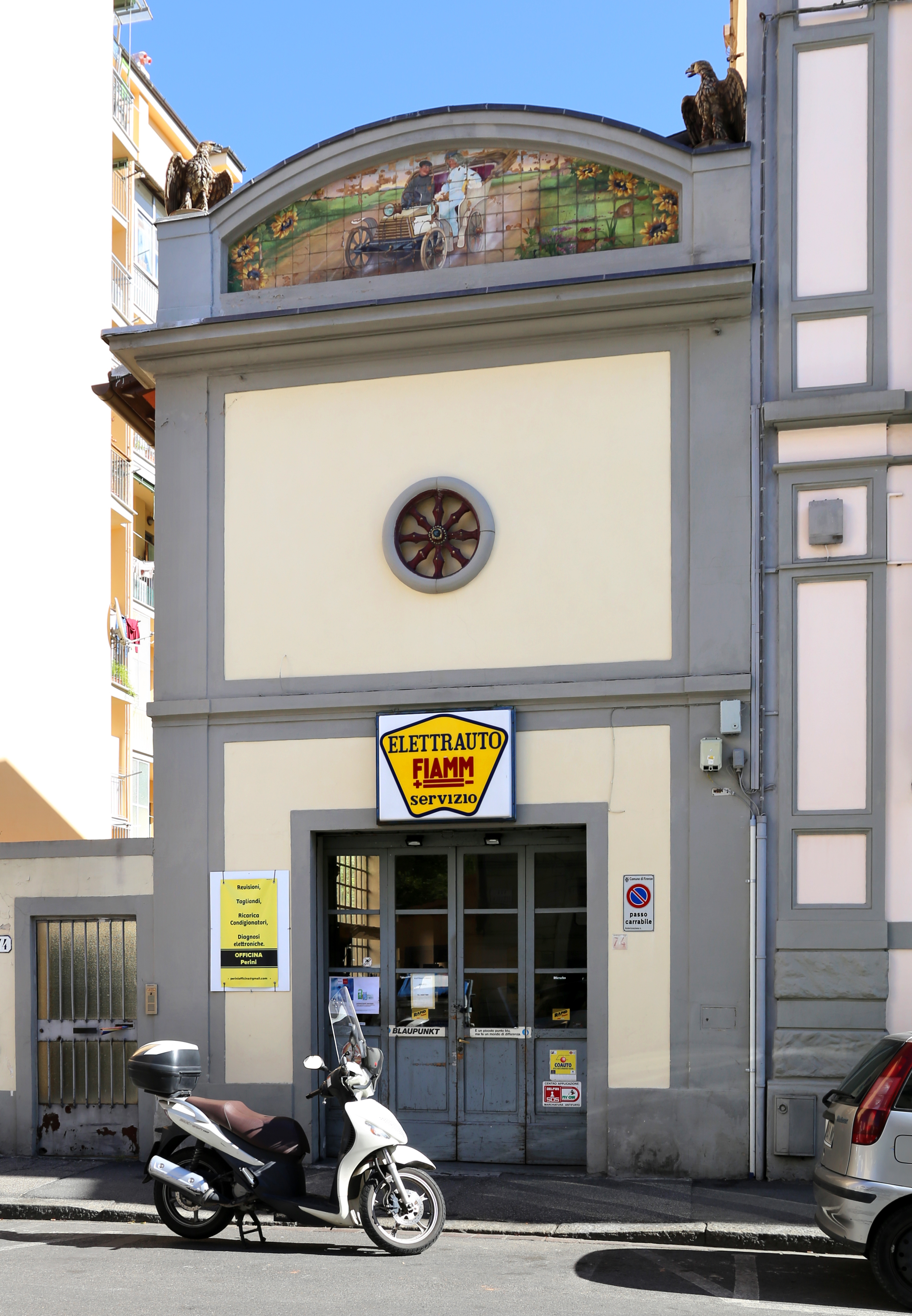
Garage Liberty

Il Garage Liberty è un edificio storico di Firenze, situato in via Cimabue 74/r.

## Storia e descrizione
Si tratta di un'officina per automobili esistente fin dall'inizio del Novecento. La facciata è decorata da un rosoncino a forma di ruota d'auto di inizio secolo e, soprattutto, da una cimasa dove delle piastrelle compongono un pannello in stile Art Nouveau con una coppia su un'automobile tra decorazioni floreali. Ai lati si trovano anche due aquile a tutto tondo in ceramica smaltata. 
Si tratta dell'unico esempio di insegna in stile Liberty conservatasi in città.